# René Girard
René Girard (Avignon, 25. prosinca 1923. – Stanford, 5. studenog 2015.), francuski povjesničar, pisac, kritičar i religijski filozof. 
Diplomirao je paleografiju, specijalizirao srednjovjekovne studije, a od 1947. živi u Sjedinjenim Američkim Državama, gdje je obnašao više znanstveno-prosvjetnih funkcija: predavao je francusku književnost na sveučilištu u Indiani, a potom je, mijenjajući kako visokoškolske ustanove (sveučilište Johns Hopkins u Baltimoreu, savezna država Maryland; Sveučilište Duke; Sveučilište Stanford u Kaliforniji), tako i polje interesa - od književno-kritičkih studija o Proustu i Dostojevskom do spisa koji se nalaze na presjeku religijske filozofije, antropologije, etnologije i kulturologije, dospio do izvorne vizije svijeta koja je postala utjecajna u antropološkim i religijsko-filozofskim krugovima zapada posljednja dva desetljeća. Među potonjim djelima najpoznatija su «Nasilje i sveto», 1971., «Stvari skrivene od postanka svijeta», 1978., «Žrtveni jarac», 1982., te «Promatrah Sotonu kako poput munje pade», 1999. Sva su ta djela napisana izvorno na francuskom, a njihov prijevod na engleski je pripomogao porastu interesa za Girardovo djelo, kako u SAD, tako i drugdje.
Temelji girardovske antropologije jednostavni su: autor smatra da Biblija, a kršćanstvo (posebno katoličke provenijencije) napose, razotkrivaju osnovni mehanizam funkcioniranja ljudskoga društva utemeljenog na žrtvi i žrtvovanju. Mimeza (grčka riječ za «oponašanje») je u Girardovoj koncepciji postala ključnom pojmovnom kategorijom koja opisuje osnutak stabilne ljudske zajednice preko krvavih obreda i progona u kojima je žrtva prvo demonizirana, a potom divinizirana. To, krvavo utemeljenje ljudskoga društva, nije Girard prvi primijetio (o tom su pisali i osnivači antropologija, a i, na ponešto neobvezatan način, i Freud), no zacijelo je prvi, obiljem ilustracija i intenzitetom moralnoga i vjerskoga naboja koji su oznaka njegova spisateljstva, doprinio da se «nasilni mimetizam» i sveti linč postave u središte moderne nedogmatske religijske svijesti. Skrb o žrtvama, odbijanje da se svrsta u simplificirajuće mehanizme dehumanizacije pojedinca koji su, po Girardu, obilježjem svih mitskih priča i činidaba- od drevnih Dionizijskih misterija do genocida 20. stoljeća: sve to čini Girardovo djelo autentičnim vrelom spoznaje i uvida. Autor je pokazao veliku suptilnost u raščlanama biblijskih mitova, poglavito Knjige o Jobu i Evanđelja, za što se može reći da pripada maestralnim ostvarajima religijske filozofije i antropologije uopće. Čitajući Bibliju kao najzreliju vjersku knjigu koja razotkriva mehanizam izoliranja, dehumanizacije i progona «onih drugih», te proces oblikovanja «žrtvenoga jarca» koji, bivajući odabranom žrtvom na kojoj će zajednica, iskalivši često smrtonosni bijes, postići privremenu katarzu i smirenje, Girard je prikazao društveno-vjerske mehanizme na kojim počivaju, kako antički religijski kultovi, tako i suvremene ideološko-političke zaraze, od makartizma do polpotizma. René Girard je u ortodoksnom kršćanskom pojmovlju (Bog, Sotona, Krist) našao adekvatan aparat za prosudbu, opis i razjasnidbu društvenih pojava poput masovnih histerija, vjerskih, nacionalnih ili ideoloških progona i genocida, linčeva i socijalnog ostracizma i progona društvu nepoćudnih pojedinaca.
Zamjerke Girardovu svjetonazoru bi se mogle podijeliti u nekoliko kategorija, no, najčešeće se sreću sljedeće: Girard nije školovani profesionalni antropolog, pa su njegova istraživanja i pisanja više djela nadahnutoga amatera koja guraju antropologiju od teško stečena statusa kakve-takve društvene znanosti natrag u mutne vode metafizike; piščeva izričita samoidentifikacija kao katoličkoga vjernika nije u vladajućem duhu vremena koji u postmodernističkoj vizuri naglašava relativizam i nepristajanje uz autentičnu religijsku vjeru (iz toga vidokruga, glavni problem s Girardom je u tom što on uistinu drži da je kršćanski mit najprodorniji uvid u ljudski život, i da Sotona doista postoji- na najdoslovniji način). Nije teško vidjeti da su gorenavedeni prigovori dosta plitki i govore više o samim prigovaračima nego o Girardu. No, temeljnije je naravi sljedeća zamjedba: unatoč vrsnim i prodornim spoznajama o nekim od najvažnijih fundamenata ljudskoga života, Girard je prekoračio mjeru time što pokušava utrpati u Prokrustovu postelju svoga mimetizma nasilja i žrtvenoga mehanizma cijelu kulturu i filozofiju (nešto slično ekstrapolacijama Freuda i Marxa)- dakle, redukcionizam u kojem, npr. višedimenzionalni mislioci poput Heraklita i Nietzschea bivaju svedeni na karikaturalne žrtve Girardove antropologije: dobar je primjer Heraklit, filozof aforist koji je u spektru uvida od metafizike do fizike, od etike do estetike dao niz sjajnih i plodonosnih ideja koje su postale temeljcima zapadne duhovne kulture, a koji kod Girarda biva reduciran samo na etički aspekt, dok su posve ignorirane kozmološke, kozmogonijske ili psihološke dimenzije Heraklitova opusa.     
Uza sve rečeno, René Girard je zasigurno jedan od najvažnijih religijskih mislilaca konca 20. i početka 21. stoljeća. Na hrvatski je dosad prevedeno jedino njegovo posljednje, no istodobno i kapitalno djelo, "Promatrah Sotonu kako poput munje pade".
U 2015. godini je Girard preminuo u svome domu u Stanfordu.